# Margarida de Grècia
Margarida de Grècia, princesa de Hohenlohe-Langenburg (Corfú, 18 d'abril de 1905 - Bad Wiessee, 24 d'abril de 1981) fou una princesa de Grècia i de Dinamarca, primogènita del príncep Andreu de Grècia i de la princesa Alícia de Battenberg, neta del rei Jordi I de Grècia i de la princesa Victòria de Hessen-Darmstadt.
Estudià i passà part de la infància a casa de la seva àvia, la marquesa de Milford-Haven, a Anglaterra, ja que la família reial grega hagué d'abandonar el país quan la jove princesa tenia tretze anys.
L'any 1930 es casà amb el príncep Guifré de Hohenlohe-Lagenburg descendent d'una família principesca de l'Imperi Alemany que es remuntava a una història mil·lenària però que feia més de cent anys que no governava i que els seus recursos econòmics eren més aviat limitats. Guifré era fill de la princesa Alexandra del Regne Unit, neta del tsar Alexandre II de Rússia i de la reina Victòria I del Regne Unit. Els Hohenlohe-Langenburg s'instal·laren al castell de Lagenburg i tingueren cinc fills:
- SAS el príncep Kraft de Hohenlohe-Langenburg nascut el 1935 a Lagenburg i mort el 2004. Es casà amb la princesa Carlota de Croy de la qual es divorcià per casar-se amb Irma Pospesch.

- SAS la princesa Beatriu de Hohenlohe-Langenburg nascuda el 1936 al castell de Lagenburg. Està casada amb el comte Cyril de Commarque

- SAS el príncep Jordi Andreu de Hohenlohe-Langenburg nascut el 1938 a Lagenburg. Està casat amb Saskia Binder

- SAS el príncep Robert de Hohenlohe-Langenburg nascut el 1944 a Lagenburg i cometé suïcidi el 1978.

- SAS el príncep Albert de Hohenlohe-Langenburg nascut el 1944 a Lagenburg. Està casat amb Maria-Hildegard Fischer.

Durant la dictadura nacionalsocialista i la posterior Segona Guerra Mundial els Hohenlohe no mostraren una especial adhesió al moviment, malgrat que Guifré lluità amb l'exèrcit alemany i quedà ferit a Amièns en ple combat. Un cop acabada la guerra la família es dedicà a l'explotació forestal dels múltiples boscos que tenien al sud d'Alemanya, concretament al land de Baden-Württemberg.
La princesa Margarida va morir l'any 1981 en una clínica-sanatori a la localitat bavaresa de Bad Wiessee.